# Odoardo Fiory
Odoardo Fiory (* 4. Januar 1919 in Rom) ist ein italienischer Drehbuchautor und Regieassistent.

## Leben
Fiory diplomierte in Allgemeinmedizin und Chirurgie, bevor er 1942 als Assistent bei Francesco De Robertis’ Film Alfa Tau engagiert wurde. Nach einer Zeit als filmischer Kriegskorrespondent in Nordafrika begann er, Dokumentarfilme zu produzieren und war für frühe Fernsehinszenierungen wie auch ab 1953 wieder für das Kino als Regieassistent tätig. Ab 1963 schrieb er auch etliche Drehbücher für Genreware. 1964 inszenierte er einen eigenen Film und war ansonsten als Regisseur des zweiten Stabes für einige Werke verantwortlich.

## Filmografie (Auswahl)
- 1967: Django – unersättlich wie der Satan (Un hombre vino a matar) (Drehbuch)
- 1968: Einer nach dem anderen – ohne Erbarmen (Uno a uno sin piedad) (Drehbuch)
- 1968: Pagò cara su muerte (Drehbuch)
- 1964: Salomè 73 (Regie, Drehbuch)